# (148975) 2001 XA255
2001 أكس أي 255 (ويعرف أيضًا باسم (148975) 2001 أكس أي 255 وفق تسمية الكوكب الصغير) (بالإنجليزية: 2001 XA255)‏ هو كويكب ضمن حزام الكويكبات؛ وترتيبه 148975 من حيث الاكتشاف.
اكتُشف هذا الجُرم الفلكي بواسطة سكوت شيبارد في 9 ديسمبر 2001.

## وصلات خارجية
- (148975) 2001 XA255 في قاعدة بيانات مختبر الدفع النفاث لأجرام النظام الشمسي الصغيرة

- الاكتشاف · مخطط المدار ·  العناصر المدارية · المعلمات المادية

- (148975) 2001 XA255 على موقع ويكي سكاي: DSS2, SDSS, GALEX, IRAS, Hydrogen α, X-Ray, Astrophoto, Sky Map, Articles and images